# Micrathyria sympriona
Micrathyria sympriona is een libellensoort uit de familie van de korenbouten (Libellulidae), onderorde echte libellen (Anisoptera).
De wetenschappelijke naam Micrathyria sympriona is voor het eerst geldig gepubliceerd in 2000 door Tennessen.